# أوغندا تحت الحكم المصري
أوغندا تحت الحكم المصري هو مصطلح أطلق علي أوغندا بعد ان أمر الخديوي إسماعيل باستعادة التوسع جنوبًا وكان يرغب في تأمين المنابع الاستوائية لنهر النيل وخصوصًا بحيرة نيانزا الكبرى (فيكتوريا)، وكان حكمه ممتد بالفعل حتى جنوب السودان فرأى أن أوغندا هي الإمتداد الطبيعي لحدود دولته لأهميتها الإستراتيجية لكون منابع النيل منها، وأخذ يعد عدته وأرسل رسله على ملوك أوغندا، ورحب ملوك أوغندا بذلك ورفع العلم المصري هناك وأرسل موتيسا إلى إسماعيل يطلب منه أن يبسط نفوذه على أرضه وأيضًا يطلب منه إرسال اثنين من العلماء ليهتدي وشعبه عن طريقهما للإسلام وبالفعل أرسل إسماعيل بالدعاة الذين ساهموا في نشر الإسلام هناك.

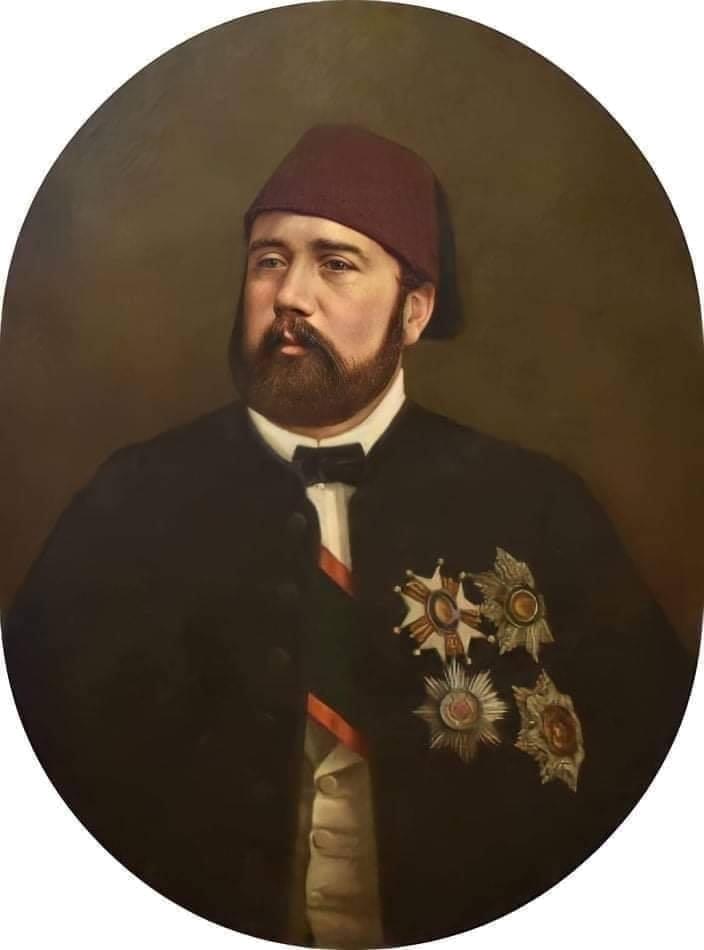
الخديوي اسماعيل

## ضم أوغندا وما حولها
أمر إسماعيل باستعادة التوسع في السودان جنوبًا لضم مصوع إحدى مدن إريتريا وخاض حروبًا مع الإمبراطور الإثيوبي وأخضع بعض المدن الإثيوبية، حتى وصل إلى أوغندا عبر بعض الإرساليات التي كانت تسعى لإكتشاف وتحديد منابع النيل، واكتشفت بالفعل بحيرة إبراهيم باشا كرافد للنيل، والتي تعرف الآن باسم بحيرة كيوغا.
فرضت تلك الإرساليات بشكل سلمي الحماية المصرية ورفع العلم المصري على مملكة أوغندا، وذلك مع توارد الأخبار بتقدم الجيش المصري المكون من 30 ألف مقاتل إلى فاشوده تحت إمرة جعفر صادق باشا، كذلك بالتعاون مع بعض القادة العسكرين مثل الزبير باشا حيث ضم أغلب مملكة دارفور. وساعد في إخضاع جزء كبير من السودان لحكم الخديوي، بالإضافة لضم أجزاء من الصومال وشريط الساحل الغربي للبحر الأحمر، كان أهم فرمان أُصدِرَ بعد تلك الفتوحات الخديوية هو منع تجارة الرقيق واللذي كان مصدر قلق للاعيان في السودان  حيث كانت تجارة الرقيق في ذلك الوقت مصدر دخل هام لهم.